# الضريحان الرومانيان قصر طوال الزوامل
الضريحان الرومانيان قصر طوال الزوامل هو معلم أثري تونسي مصنف من قبل المعهد الوطني للتراث يقع في ولاية سليانة في الشمال الغربي التونسي، تحديدا في مدينة قصر طوال الزوامل تم تصنيف المعلم في يوم 6 يناير 1901 .

## مقالات ذات صلة
- قائمة المعالم الأثرية المصنفة في تونس